# Les Enfants de la Révolution
Pour plus de détails, voir Fiche technique et Distribution.
Les Enfants de la Révolution (Children of the Revolution) est une comédie noire australienne réalisée par Peter Duncan, sortie en 1996.

## Synopsis
Joan Fraser est une militante fanatique du communisme en Australie, et elle écrit régulièrement au petit père des peuples, Joseph Staline. Ému de tant de fraîcheur militante, Staline la fait venir près de lui pour autre chose que du militantisme, et en meurt, non sans avoir laissé quelque conséquence de leur rencontre. Que deviendra le fils de Joan ?

## Fiche technique
- Titre : Les Enfants de la Révolution
- Titre original : Children of the Revolution
- Réalisation et scénario : Peter Duncan
- Production : Tristram Miall
- Pays d'origine :  Australie
- Langue originale : anglais
- Genre : comédie noire
- Durée : 101 minutes
- Dates de sortie : 
  - Australie : 15 juin 1996 (Festival international du film de Melbourne) / 26 décembre 1996 (sortie nationale)
  - France : 3 mars 1999

## Distribution
- Judy Davis : Joan Fraser
- Sam Neill (V. F. : Patrick Béthune) : Dave / l'agent Neuf
- F. Murray Abraham (V. F. : Philippe Dumond) : Joseph « Oncle Joe » Staline
- Richard Roxburgh : Joseph Welch
- Rachel Griffiths : Anna
- Geoffrey Rush : Zachary Welch
- Russell Kiefel : Barry Rogers
- John Gaden : le professeur C.W. « Wilf » Wilke
- Ben McIvor : Joe à 8 ans
- Marshall Napier : Brendan Shaw
- Kenneth Radley : Bernard Shaw
- Fiona Press : Mavis Craig
- Alex Menglet : Yuri Nikolayev
- Rowan Woods : le colonel Slansky
- Barry Langrishe : Ted
- Ron Haddrick : sir Allan Miles
- Graham Ware Jr. : Harry
- Robbie McGregor : le ministre Frank
- Heather Mitchell : Mme. Savage
- Paul Livingston : Beria
- Dennis Watkins : Nikita Khrouchtchev
- Steve Abbott : Malenkov
- Charles Little : le médecin
- Matt Potter : Tommy Booth
- Harold Hopkins : le commissaire
- Sam Willcock : Ivan